# Antonio Maria Abbatini
Antonio Maria Abbatini (Città di Castello, 26 gennaio 1595 – Città di Castello, 1679) è stato un compositore e maestro di cappella italiano.

## Biografia
In un primo tempo fu forse allievo dello zio Lorenzo e poi di Giovanni Maria e Giovanni Bernardino Nanino. Fu maestro di cappella della Cappella musicale Pia Lateranense della Basilica di San Giovanni in Laterano a Roma dal 1626 al 1628, passando 1629 nella Cattedrale della città natale, dove sposò, il 30 ottobre 1631, Dorotea Giustini. Nel 1633 si trasferì a Orvieto, iscrivendosi all'Accademia degli Assorditi e dirigendo la cappella musicale del Duomo. Fu ancora a Roma l'anno successivo e nuovamente a Città di Castello, riprendendo servizio presso la cattedrale il 3 gennaio 1639.
L'anno dopo era nuovamente a Roma, dove si fermerà a lungo: maestro della cappella di Santa Maria Maggiore, con qualche interruzione, fino al 13 giugno 1677, ed ebbe il titolo di «guardiano dei maestri» nel 1663, 1666 e nel 1669 nell'Accademia di Santa Cecilia. Ormai vecchio, preferì tornare a Città di Castello, sovrintendente della Cattedrale, per morirvi alla fine del 1679.

### Produzione
Compositore di opere, musica corale e sacra, è considerato come uno dei principali precursori dello stile monumentale alto-barocco. Infatti pur coltivando la polifonia sacra si discostò dallo stile estremamente rigido e severo che dominava in quel periodo e che si rifaceva alle composizioni di Giovanni da Palestrina. Abbatini era invece assai attratto dai nuovi caratteri dell'opera musicale, che prevedeva un apporto espressivo alla musica più incentrato sulla drammaticità, per coinvolgere maggiormente coloro che si avvicinavano ad essa.
Abbatini fu dunque influenzato dalla Seconda pratica teorizzata da Claudio Monteverdi e fu pertanto anche operista, componendo vari lavori tra cui La comica del cielo, Ione e soprattutto la prima opera lirica di argomento comico: Dal male il bene, su libretto del futuro papa Clemente IX e caratterizzata dall'uso del recitativo secco.

### Riconoscimenti
Nel 1931, per iniziativa del beato Carlo Liviero, vescovo di Città di Castello, venne fondata la Schola Cantorum della Basilica Cattedrale, alla quale venne dato il nome di Schola Cantorum "Anton Maria Abbatini"; la corale è diretta dal maestro Alessandro Bianconi.

### Scritti teorici
- Discorsi o lezioni accademiche, manoscritto custodito nel Conservatorio di Bologna

### Musica sacra
- Missa sexdecim vocibus concinenda, Roma 1627
- Salmi a quattro, otto, dodici e sedici voci, libri V, Roma 1630-1635
- Mottetti a due e cinque voci con Basso continuo, libri V, Roma 1635-1638
- Messe a quattro, otto, dodici e sedici voci, libri III, Roma 1638-1650
- Il sesto libro di Sacre Canzoni a due, tre, quattro e cinque voci, op. 10, Roma 1653
- Antifone
- Salmi
- Mottetti

### Opere teatrali
- Dal Male il Bene, commedia per musica in tre atti composta insieme a Marco Marazzoli (autore del secondo atto) su libretto di Giulio e Giacomo Rospigliosi, da Pedro Calderón de la Barca, per le nozze di Maffeo Barberini, principe di Palestrina, con Olimpia Giustiniani. (Roma, Palazzo Rospigliosi,  1653)
- Ione, opera in tre atti su libretto di Antonio Draghi (probabilmente Vienna, Hoftheater, 1666)
- La Comica del Cielo ovvero La Baltasara, commedia per musica in tre atti, libretto di Giulio Rospigliosi e Luis Vélez de Guevara (Roma, Palazzo Rospigliosi, 6 gennaio 1668)
- Il pianto di Rodomonte, cantata drammatica, Orvieto 1633)